# Rue Babeuf
Pour les articles homonymes, voir Babeuf.

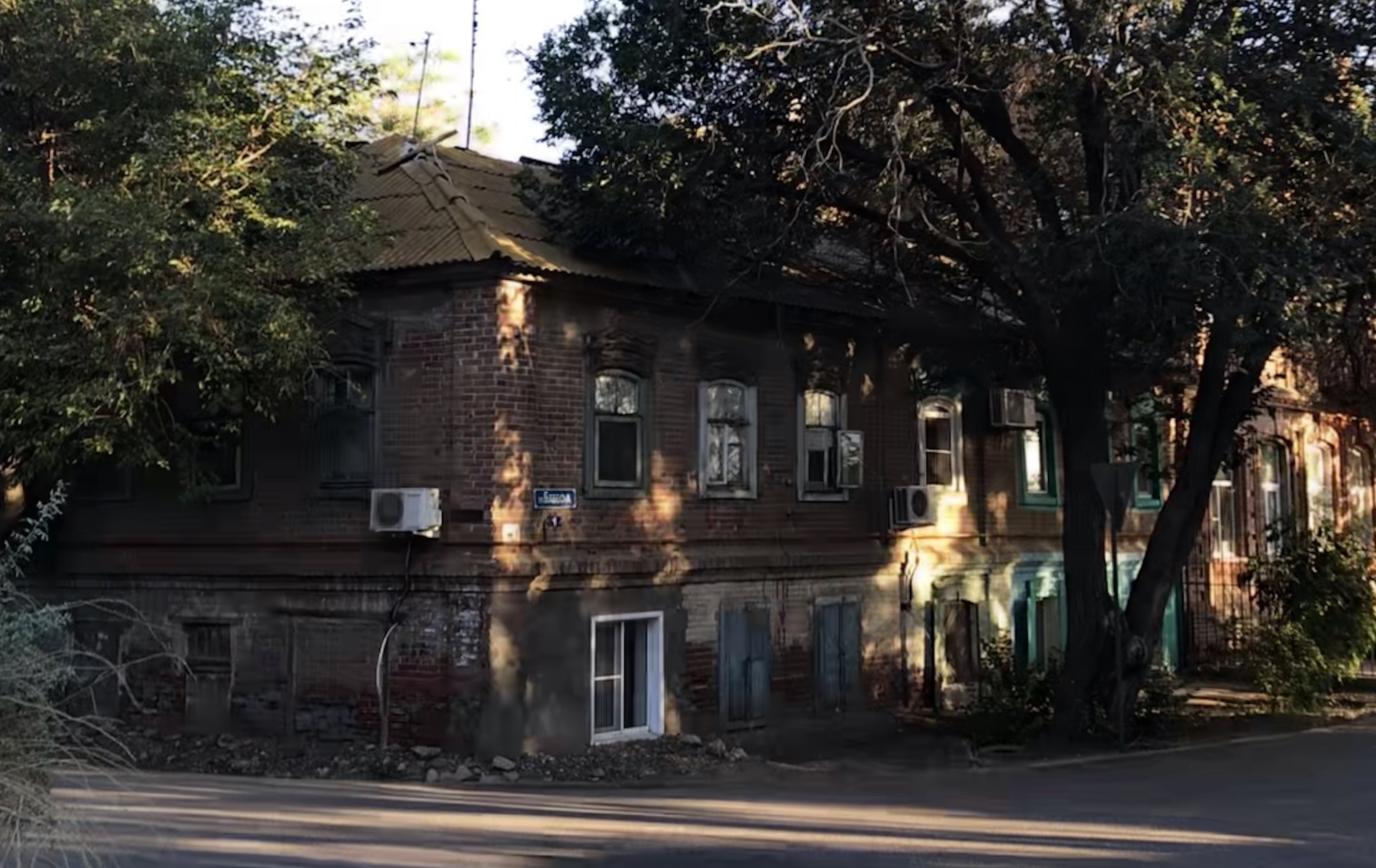
Maisons aux numéros 1 et 3 de la rue Babeuf.

La rue Babeuf (Улица Бабёфа) est une rue d'Astrakhan en Russie. Elle doit son nom au philosophe français Gracchus Babeuf (1760-1797).

## Description
Cette rue de l'arrondissement de Kirov forme la limite Ouest du quartier de la flèche littorale de l'Amirauté dans le centre historique d'Astrakhan. Elle commence à la perspective du Gouverneur-Goujvine, au parc Pierre-Ier, et se dirige sur 554 mètres du nord-est vers le sud-ouest parallèlement à la Volga et à la rue Saint-Simon, croisant la rue Kostine, la ruelle de Valdaï et la ruelle Ostrovski et se termine ruelle Chtchiokine.
Avant 1920, cette voie s'appelait la 1re rue de l'Amirauté. 